# Donkey Konga (spelserie)

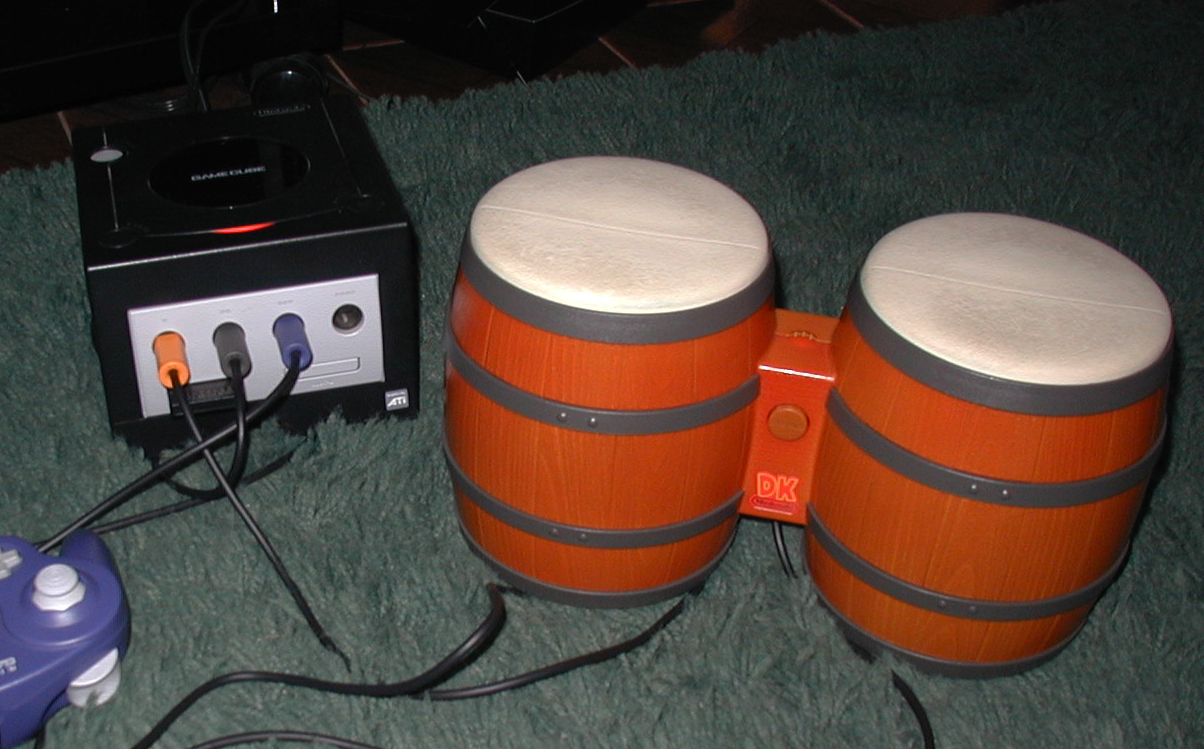
Ett Gamecube med DK Bongos inkopplat

Donkey Konga är en spelserie till GameCube som använder sig av tillbehöret DK Bongo. Det finns fyra spel i serien varav ett endast är släppt i Japan. Den främsta skillnaden mellan spelen är låtinnehåll och minispel. Varje spel har olika låtlistor för Japan, USA och Europa, detta för att låtarna ska passa respektive marknad. Det första spelet innehåller inga originalartister.
Spelaren använder sig av speciellt framtagna bongotrummor som registrerar dennes trumslag. Spelaren ska sedan följa rytmen till låtar och trumma på höger, vänster eller båda trummorna enligt denna rytm. Vid vissa tillfällen ska spelaren även klappa händerna, trummorna har en inbyggd mikrofon för detta syfte.
Spelaren tjänar mynt på att spela bra, med vilka denne kan låsa upp minispel, nya trumset och låtar till den svåraste svårighetsgraden. Det finns tre svårighetsgrader, med varje sådan ökar antalet toner som måste spelas.
Upp till fyra spelare kan spela samtidigt, två i tävlingsläge och fyra i ett speciellt improviseringsläge.
- Donkey Konga
- Donkey Konga 2
- Donkey Konga 3 (endast släppt i Japan)